# Progestatif de synthèse
Cet article concerne les progestatifs de synthèse. Voir aussi l'article principal Progestatif.
 (janvier 2024).
Si vous disposez d'ouvrages ou d'articles de référence ou si vous connaissez des sites web de qualité traitant du thème abordé ici, merci de compléter l'article en donnant les références utiles à sa vérifiabilité et en les liant à la section « Notes et références ».
Les progestatifs de synthèse sont des hormones synthétiques particulières qui sont souvent utilisées dans la production de pilules contraceptives.

## Classification
Les progestatifs de synthèse sont classés en fonction de leur structure en progestatifs C19 et C21. 

### Progestatifs C19
Les progestatifs de synthèse C19 sont dérivés de la testostérone. Ils comprennent la noréthistérone, le lynestrénol, le désogestrel, le norgestimate, le gestodène et la tibolone.

### Progestatifs C21
Les progestatifs de synthèse C21 sont dérivés de la progestérone. Ils comprennent l'acétate de cyprotérone, le lévonorgestrel, la dydrogestérone, l'acétate de médroxyprogestérone, l'acétate de chlormadinone, le mégestrol et la promégestone. La dydrogestérone est celle qui se rapproche le plus d'entre tous de la structure de la progestérone. Parmi ceux-ci, c'est la dydrogestérone qui est structurellement la plus similaire à la progestérone. 